# Herb gminy Pruszcz Gdański

Herb gminy Pruszcz Gdański używany w latach 1996-2013.

Herb gminy Pruszcz Gdański – jeden z symboli gminy Pruszcz Gdański w postaci herbu. 

## Wygląd i symbolika
Herb przedstawia w polu zielonym gryfa kroczącego srebrnego, zwróconego w lewo, z ogonem opuszczonym, skierowanym ku przodowi, dzierżącego w szponach uncjalną literę P, tej samej barwy. Zielone tło tarczy nawiązuje do rolniczego charakteru gminy i symbolizuje tutejsze pola.

## Historia
Herb został ustanowiony przez Radę Gminy 14 listopada 2013 r. Autorem poprawionej wersji herbu, flagi i sztandaru gminy jest artysta plastyk, heraldyk Tomasz Steifer.
Przed 1996 instytucje gminy posługiwały się wizerunkiem lwa wspartego o literę P. Wizerunek ten występował w różnych odmianach kształtu oraz barwy, a wzorowany był bezpośrednio na herbie miasta Pruszcz Gdański. Używanie takiego herbu nie było jednak poparte żadną podstawą prawną.
W związku z powyższym w 1996 radni gminy Pruszcz Gdański podjęli decyzję o rezygnacji z wizerunku lwa na rzecz symbolu gryfa, symbolizującego obszar Pomorza, w skład którego wchodzi również terytorium gminy Pruszcz Gdański. Dla podkreślenia rolniczego charakteru gminy figurę gryfa umieszczono na zielonej tarczy, mającej symbolizować pola, a ponadto literę P wypełniono motywem roślinnym kłosa pszenicy o 27 złotych ziarnach, symbolizujących 27 sołectw wchodzących w skład gminy. Figura heraldyczna i litera „P” obrysowane były złotymi konturami. Używanie takiego herbu zostało usankcjonowane na mocy Uchwały Rady Gminy z 9 sierpnia 1996 r.. Herb ten nie był w momencie przyjęcia opiniowany przez Komisję Heraldyczną, gdyż w 1996 r. nie było takiego wymogu.
W związku z tym, że podjęta później decyzja radnych w sprawie ustanowienia flagi gminy została przez Komisję Heraldyczną zaopiniowana negatywnie (opinia komisji dotarła do Rady Gminy Pruszcz Gdański już po podjęciu uchwały o ustanowieniu flagi), m.in. z uwagi na nieprawidłowe przedstawienie gryfa (zwierzę herbowe w większym stopniu przypominało bowiem sylwetkę lwa) oraz naruszenie reguł alternacji w motywie kłosa (złoto położone na srebro), w obliczu zamiaru ustanowienia sztandaru gminy konieczna stała się korekta używanych między 1996 a 2013 wizerunków herbu oraz flagi. Obecnie obowiązujące wzory herbu oraz flagi zatwierdzono 14 listopada 2013.